# Hitoshi Nakata
Hitoshi Nakata (jap. 中田 仁司 Nakata Hitoshi; ur. 17 stycznia 1962) – japoński piłkarz występujący na pozycji pomocnika.

## Kariera piłkarska
Od 1984 do 1993 roku występował w klubach Fujita industries i Otsuka Pharmaceutical.

## Kariera trenerska
Po zakończeniu piłkarskiej kariery pracował jako trener w Nagoya Grampus Eight i Yokohama FC.